# Eyal Zamir

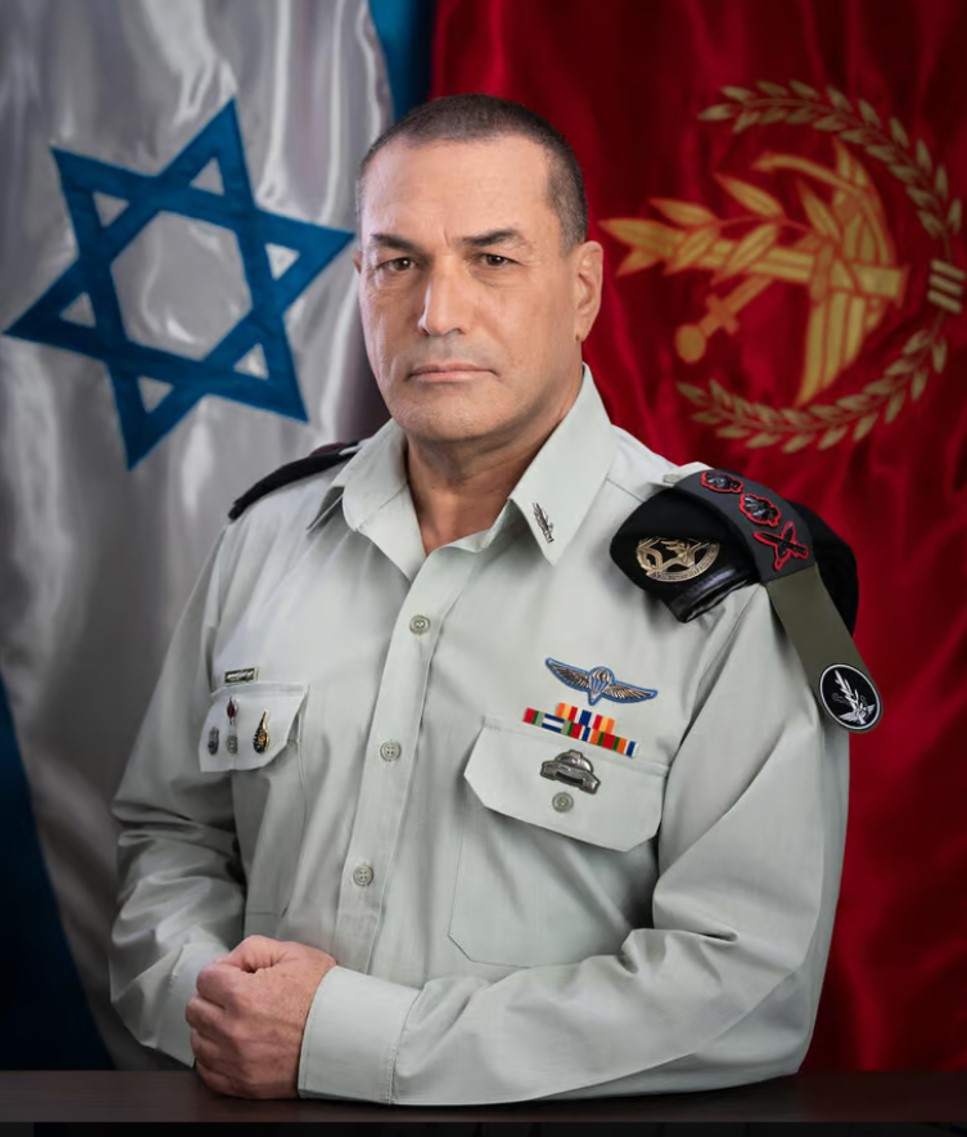
Eyal Zamir (2025)

Eyal Zamir (hebräisch אייל זמיר; * 1966 in Eilat) ist ein israelischer Generalleutnant und seit 5. März 2025 der 24. Generalstabschef (Ramatkal) der Israelischen Streitkräfte (IDF). Zamir war ab 2023 Generaldirektor des Verteidigungsministeriums und davor seit 2018 stellvertretender Generalstabschef der IDF.

## Karriere
Zamir trat 1984 dem Panzerkorps der IDF bei und wurde dort in verschiedenen Kommandopositionen als Soldat und später Offizier eingesetzt. Von 1992 bis 1994 diente er als Operationsoffizier der 7. Panzerbrigade, übernahm im Anschluss das Kommando über das 75. Bataillon der Brigade und war von 1996 bis 1997 Kommandeur des Panzerkommandantenkurses an der Panzerschule, ehe er für rund ein Jahr an der französischen Militärschule École militaire studierte. Von 1998 bis 2000 diente er als Operationsoffizier der 162. Division und danach bis 2002 als Leiter der Theorieabteilung des Panzerkorps im Hauptquartier, wobei er gleichzeitig auch die 656. Reservedivision kommandierte. In den Jahren 2002 und 2003 war er parallel zu seiner Funktion als Kommandeur der Reservedivision Kommandeur des Zentrums für taktisches Training im Nationalen Trainingszentrum. In den Jahren 2003 bis 2005 war er Kommandeur der 7. Panzerbrigade und von 2007 bis 2009 im Range eines Brigadegenerals auch Kommandeur der 143. Reservedivision, wobei er gleichzeitig einen Lehrgang für Kompaniechefs und Bataillonskommandeure leitete. Im Juni 2009 wurde er zum Kommandeur der 36. Division ernannt, welche mit der 7. und 188. Panzerbrigade, sowie der Golani-Infanteriebrigade, zu den größten und schlagkräftigsten Verbänden der IDF zählt. In dieser Funktion wurde er im Juli 2011 von Tamir Hayman abgelöst. 
Im Anschluss stieg er zum Kommandeur der israelischen Bodentruppen auf und war zwischen 2012 und 2015 auch Militärsekretär unter Ministerpräsident Benjamin Netanjahu. Danach wurde er Kommandeur des IDF-Südkommandos und am 22. November 2018 von Netanjahu zum stellvertretenden IDF-Generalstabschef ernannt. In dieser Funktion blieb er bis 2021, als er in die Vereinigten Staaten ging, um als Gastwissenschaftler beim Washington Institute zu arbeiten. Bereits 2018 und 2022 war er als künftiger IDF-Generalstabschef im Gespräch, jedoch wurden in diesen Jahren Aviv Kochavi bzw. Herzi Halewi ernannt.
Am 1. Februar 2023 wurde Zamir von Verteidigungsminister Joaw Galant zum Generaldirektor und damit ranghöchsten Beamten des Verteidigungsministeriums ernannt, wobei er in dieser Funktion Amir Eshel ablöste. Sein letzter Dienstgrad war Generalmajor (a. D.). Am 22. Januar 2025 gab Verteidigungsminister Israel Katz bekannt, dass als mögliche Nachfolger des vorzeitig zurücktretenden Halewis neben Zamir auch Befragungen mit dem stellvertretenden Generalstabschef Amir Baram und Tamir Yadai, ehemaliger Kommandeur der Bodentruppen, stattfinden würden. Nach den angekündigten Befragungen wurde Zamir am 1. Februar 2025 von Premierminister Netanjahu und Verteidigungsminister Katz zum designierten IDF-Generalstabschef nominiert. Zu seinem kommissarischen Nachfolger als Generaldirektor wurde der bisherige Stellvertreter Itamar Graf ernannt. Die Ernennung von Zamir wurde am 12. Februar 2025 durch den Beratungsausschuss für hochrangige Ernennungen unter Asher Grunis und am 16. Februar 2025 vom israelischen Kabinett bestätigt.
Am 5. März 2025 übernahm Zamir im Hauptquartier der israelischen Streitkräfte in Tel Aviv das Amt des Generalstabschefs und wurde zum Generalleutnant befördert. Innerhalb der ersten zwei Tage nach Amtsantritt setzte er eine Reihe von Ernennungen durch, welche vom Verteidigungsministerium aufgrund der Versäumnisse seines Vorgängers vor und während des Terrorangriffs der Hamas auf Israel 2023 ausgesetzt worden waren. Zamir ernannte Generalmajor Yaniv Asor zum Leiter des Südkommandos und Brigadegeneral Itzik Cohen zum Leiter der Operationsdirektion, zudem wurden ein neuer Brigadegeneral und 27 neue Oberste ernannt. Ein Brigadegeneral und 14 Oberste wurden auf neue Positionen im gleichen Rang berufen.

## Sonstiges
Zamir ist Absolvent der IDF Junior Command Preparatory Boarding School, dem Command and Staff College und dem National Security College, zudem besitzt er einen Master-Abschluss in nationaler Sicherheit sowie Politikwissenschaft der Universität Haifa und einen Bachelor-Abschluss in Politikwissenschaft der Universität Tel Aviv. Er ist verheiratet, Vater von drei Kindern und lebt in Hod haScharon (Stand: Februar 2023).